# Wuxing (köping i Kina, Henan, lat 32,41, long 112,39)
Wuxing (kinesiska: 五星, 五星镇) är en köping i Kina. Den ligger i provinsen Henan, i den centrala delen av landet, omkring 290 kilometer sydväst om provinshuvudstaden Zhengzhou. Antalet invånare är 40 216. Befolkningen består av 19 802 kvinnor och 20 414 män. Barn under 15 år utgör 23,0 %, vuxna 15-64 år 66 %, och äldre över 65 år 10,0 %.
Genomsnittlig årsnederbörd är 862 millimeter. Den regnigaste månaden är augusti, med i genomsnitt 146 mm nederbörd, och den torraste är januari, med 8 mm nederbörd.